# Parrocchia di Saint Bernard
La parrocchia di Saint Bernard (in inglese: Saint Bernard Parish) è una parrocchia dello Stato della Louisiana, negli Stati Uniti. La popolazione al censimento del 2000 era di 67 229 abitanti. Il capoluogo è Chalmette.
La parrocchia (in Louisiana le parrocchie costituiscono un livello amministrativo equivalente a quello delle contee degli altri stati degli USA) fu creata nel 1807.